# Aphyosemion trilineatus
Aphyosemion trilineatus е вид лъчеперка от семейство Nothobranchiidae.

## Разпространение
Видът е разпространен в Камерун.

## Описание
На дължина достигат до 5,1 cm.